# 메세타고원

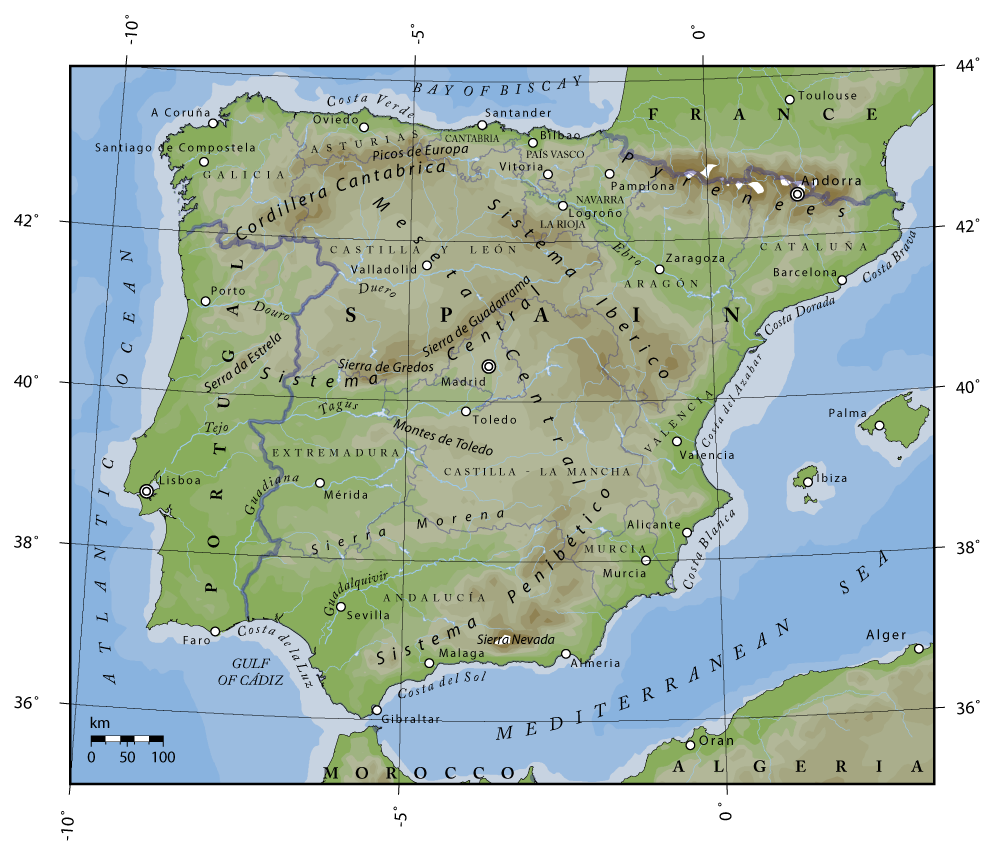
스페인의 지도. 중앙부가 메세타 고원이다.

메세타 고원(스페인어: Meseta Central, Meseta)은 이베리아반도(스페인) 한가운데 있는 고원으로서 610~760m의 평균 고도를 유지한다.

## 개요
산으로 둘러쌓여있으며 서쪽으로는 완만하고 다수의 수원지가 위치해 강으로 흘러들어가 포르투갈과 국경을 이룬다. 중간에 위치한 시스테마 고원은 소고원의 일종으로서 척추의 구실을 해 남북 지역을 분리한다. 북쪽이 더 높고 넓이는 좁다. 마드리드를 여러 봉우리로 감싸고 있으며 도시 북쪽으로는 2,400m까지 솟아오른다. 마드리드 서쪽으로는 가장 높은 봉우리인 피코 알반소르가 해발 2,592m로 솟아있다. 시스테마 고원이 높이 솟아 걸림돌이 되기도 하지만 실질적으로 교통 장애를 일으킬 정도는 아니며 철도 교통이 북서, 북동으로 갖춰져 있어 큰 문제는 일어나지 않는다.
고원을 중심으로 뻗어있는 산지대에는 눈으로 덮여있는 곳이 많아, 관광 자원으로도 손색이 없으며 빙하 지형과 유사한 모습을 드러내고 있다. 이러한 지대는 서쪽으로 갈수록 더 많아진다.